# Mandalgovĭ
Mandalgovĭ is een stad in Mongolië en is de hoofdplaats van de provincie Dundgovĭ. Ze is gelegen op een hoogte van bijna 1400 meter boven zeeniveau.
Mandalgovĭ telde in 2012 13.650 inwoners, in 2017 was dat aantal gedaald tot 12.340.

## Bezienswaardigheden
- In Mandalgovĭ is het provinciemuseum een bezoek waard; het bestaat uit twee afdelingen. In het etnologisch deel worden o.a. oude rolschilderingen  (Thangkas) getoond, in het natuurhistorisch deel zijn opgezette dieren te zien.
- In de stad is het klooster Dashgimpeliin Khiid ook een bezoek waard; er leven tegenwoordig circa 30 monniken. In 1937 werd het zoals bijna alle 53 tempels en kloosters in de provincie verwoest en in 1991 weer geopend.
- De ruïnes van de in de 10e eeuw gebouwde tempel Süm Khökh Burd, 65 km ten noordwesten van Mandalgovĭ aan het meer Sangiin Dalai Nuur gelegen. De stenen die ervoor werden gebruikt zijn slechts op 300 km afstand te vinden.
- Het gebergte Baga Gazryn Chuluu met rotsschilderingen en holen ligt ongeveer 80 km ten noorden van de stad.

## Klimaat
De gemiddelde maximumtemperatuur overdag loopt uiteen van -11°C in januari tot 26°C in juli.
Het gemiddeld minimum bedraagt in januari -23°C.
De neerslag bedraagt gemiddeld 150 mm per jaar, juli en augustus zijn het minst droog met ruim 40 mm elk.
Met deze kenmerken is sprake van een koud woestijnklimaat.

## Verkeer
Mandalgovĭ is via een geasfalteerde weg verbonden met Ulaanbaatar in het noorden en met Dalanzadgad in het zuiden.
Ten zuiden van de stad bevindt zich een vliegveld.